# Humerana humeralis
Humerana humeralis es una especie de anfibio anuro de la familia Ranidae.

## Distribución geográfica
Esta especie se encuentra:
- en el este de Bangladés en el distrito de Khagrachari;
- en el norte de Birmania en el estado de Kachin;
- en el noreste de la India en los estados de Arunachal Pradesh y Assam;
- en el sureste de Nepal.[3] Su presencia es incierta en Bután.

Su localidad tipo es "Bhamò, [y] Teinzò", Myanmar.

## Publicación original
- Boulenger, 1887 : An account of the batrachians obtained in Burma by M.L. Fea of the Genoa Civic Museum. Annali del Museo Civico di Storia Naturale di Genova, sér. 2, vol. 5, p. 418-424[4]